# Hakea asperma
Hakea asperma (лат.) — кустарник, вид рода Хакея (Hakea) семейства Протейные (Proteaceae), эндемик небольшой местности штата Виктория (Австралия). Размножается исключительно корневыми отпрысками.

## Ботаническое описание
Hakea asperma — прямостоящий кустарник высотой до 1,3 м. У него есть прямые стебли и гладкие, более мелкие ветви. Жёсткие серо-зелёные игольчатые листья имеют длину от 2 до 10 см и ширину от 0,8 до 1,3 мм, заканчиваясь острым кончиком. Новые листья имеют белые шелковистые волоски, становящиеся ржавыми к вершине. Цветёт с конца весны до начала лета, примерно в ноябре, и образует соцветие, содержащее от 6 до 10 белых цветов. Но, однако, вид не плодоносит, размножается за счёт корневых отпрысков.

## Таксономия
Вид Hakea asperma был описан австралийскими ботаниками Уильямом Молинье и Сьюзен Дж. Форрестер в 2009 году в журнале Muelleria.

## Распространение и местообитание
Является эндемиком местности Нейтив-Дог-Флэт к северу от водопадов Нейтив-Дог в верховьях реки Бьюкен в Восточном Гиппсленде в штате Виктория, где в настоящее время известна единственная популяция. Произрастает в эвкалиптовых кустарниковых зарослях на нижних склонах небольших крутых холмов на мелких каменистых почвах между скалами для поддержки своих корней.

## Охранный статус
Вид Hakea asperma классифицируется как «находящийся под угрозой исчезновения» в соответствии с Законом о внесении поправок в отношении защиты окружающей среды правительства штата Виктория 2018 года из-за его чрезвычайно небольшой численности популяции, состоящей лишь из нескольких растений, что делает этот вид чрезвычайно чувствительным к вымиранию в результате пожара или других явлений.